# Андреевка (Свердловская область)
Андреевка — деревня в Сысертском районе Свердловской области России. Входит в Сысертский муниципальный округ.
Ранее деревня входила в состав Никольского сельсовета Сысертского района.

## Население
| 2002 | 2010 | 2021 |
| ---- | ---- | ---- |
| 46   | ↘37  | ↘32  |

## География
Деревня Андреевка расположена на крайнем юге Свердловской области, среди перелесков, на восточном заболоченном берегу озера Теняк, к юго-юго-востоку от Екатеринбурга и в 32 километрах на юго-юго-восток от города Сысерти (по дороге в 36 километрах). В одном километре к югу от посёлка проходит граница Свердловской и Челябинской областей.